# Thomas Pettigrew
Thomas Joseph Pettigrew, né le 28 octobre 1791 à Londres et mort le 23 novembre 1865, parfois connu sous le nom de « Mummy » Pettigrew, est un chirurgien et un antiquaire qui devient un expert des momies de l'Égypte antique. Il s'est fait connaître dans les cercles sociaux londoniens pour ses soirées privées au cours desquelles il déroule et autopsie des momies pour le divertissement de ses invités.

## Biographie

### Jeunesse
Thomas Joseph Pettigrew naît le 28 octobre 1791 à Londres. Son père, William Pettigrew, est un chirurgien-apothicaire qui servait auparavant comme chirurgien naval sur le HMS Victory. Thomas manifeste un intérêt pour l'anatomie dès son plus jeune âge, réalisant des autopsies illicites. À l'âge de seize ans, il devient l'apprenti du chirurgien John Taunton,, qu'il assiste dans son travail clinique et dans la gestion de son école d'anatomie. En 1808, alors qu'il a dix-sept ans, il fait partie du groupe de jeunes apprentis intellectuellement curieux qui, à l'instigation de John Tatum, forment la City Philosophical Society : Thomas Joseph Pettigrew donne une conférence inaugurale sur le thème de la folie. Michael Faraday, un autre membre, effectuera plus tard des analyses chimiques pour Thomas Joseph sur les minéraux et autres matériaux trouvés à l'intérieur des momies.

### Carrière

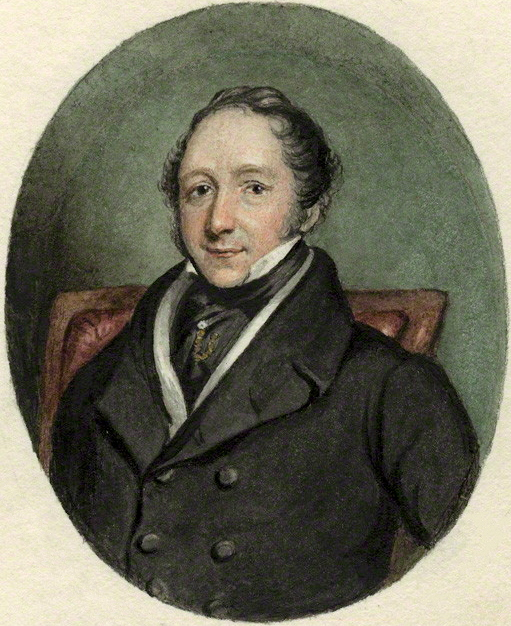
Thomas Joseph Pettigrew.

La carrière de Thomas Pettigrew commence par une élection en tant que secrétaire de la Medical Society of London et, un an plus tard, de la Royal Humane Society. Ces nominations lui permettent de devenir le chirurgien du duc de Sussex et du duc de Kent; grâce à ce rôle, il vaccine la future reine Victoria. Il devient ensuite chirurgien au Dispensaire pour le traitement des maladies des enfants, à l'Asile pour les orphelines et au Dispensaire de l'Infirmerie royale de Londres Ouest, qui deviendra plus tard l'Hôpital de Charing Cross. Il est également professeur d'anatomie au Charing Cross Hospital, où il effectue ses premiers déroulements de momies avant de quitter l'hôpital en 1836 en raison d'allégations de corruption. À l'hôpital, Thomas Pettigrew donne des conférences sur l'anatomie, la physiologie, la pathologie, ainsi que sur les principes et la pratique de la chirurgie. Après avoir quitté l'hôpital, il se consacre à la pratique privée et vit à Savile Row.
Dès son apprentissage, Thomas Pettigrew s'intéresse à l'antiquité, à la philosophie naturelle et à l'histoire de la médecine, et ce, tout au long de sa vie. En raison de ces intérêts, il devint membre de nombreuses sociétés savantes dont la Royal Society, la Society of Antiquaries, la Linnean Society, la Entomological Society, la Historical Society of Science et la Percy Society. Il est membre fondateur de la British Archaeological Association et, lors de la première réunion de l'Association à Canterbury en 1844, il déroule une momie dans le cadre d'un programme d'événements populaires. Il a ensuite occupé les fonctions de trésorier et de vice-président de l'association jusqu'à sa mort en 1865. Il a également été un franc-maçon important pendant de nombreuses années avant sa mort.
Thomas Pettigrew a joué un rôle actif dans la société intellectuelle géorgienne et victorienne, correspondant régulièrement avec de nombreux chirurgiens, médecins, scientifiques, écrivains et artistes connus, tels que John Coakley Lettsom, Astley Cooper, Michael Faraday, George Cruikshank et Charles Dickens.

### Vie personnelle
En 1811, Thomas Pettigrew épouse Elizabeth Reed. Le couple a douze enfants, dont huit survivent jusqu'à l'âge adulte. Son fils, le Dr William Vesalius Pettigrew, l'assiste régulièrement dans le déroulement de ses momies. Après la mort de sa femme en 1854, il se retire de la médecine et se consacre entièrement à ses intérêts d'antiquaires. Il meurt à l'âge de 74 ans en 1865 et est inhumé au cimetière de Brompton, à Londres. Sept mois après sa mort, sa bibliothèque est vendue chez Sotheby's. Ses trois fils et ses trois filles lui survivent.

## Publications
- (en) Memoirs of the life and writings of the late John Coakley Lettsom : with a selection from his correspondence ... in three volumes, London, Printed by Nichols, son, and Bentley, for Longman, Hurst, Rees, Orme, and Brown, 1817 (lire en ligne)
- (en) Thomas Joseph Pettigrew, Bibliotheca Susseriana, 1827 (lire en ligne)
- (en) Observations on cholera; comprising a description of the epidemic cholera of India, London, S. Highley, 1831
- (en) History of Egyptian mummies, 1834 (lire en ligne)
- (en) On superstitions connected with the history and practice of medicine and surgery, London, J. Churchill, 1844 (lire en ligne)
- (en) Memoirs of the life of Vice-Admiral Lord Viscount Nelson, London, T. & W. Boone, 1849 (lire en ligne)
- (en) Chronicles of the tombs, London, H. G. Bohn, 1857 (lire en ligne)
- (en) An inquiry into the particulars connected with the death of Amy Robsart (Lady Dudley), at Cumnor place, Berks, Sept 8, 1560, London, J. R. Smith, 1859 (lire en ligne)
- (en) Medical portrait gallery. Biographical memoirs of the most celebrated physicians, surgeons, etc., etc., who have contributed to the advancement of medical science, London, Fisher, Son & Co. (lire en ligne) [1838-40]
- (en) On the house of Gournay, London, 1863